# Associazione Sportiva Roma 1975-1976
Questa voce raccoglie le informazioni riguardanti l'Associazione Sportiva Roma nelle competizioni ufficiali della stagione 1975-1976.

## Stagione
Durante la stagione la Roma staziona sempre a metà classifica e termina il campionato decima, con solo sei vittorie all'attivo.

## Divise
Lo sponsor tecnico è Lacoste.

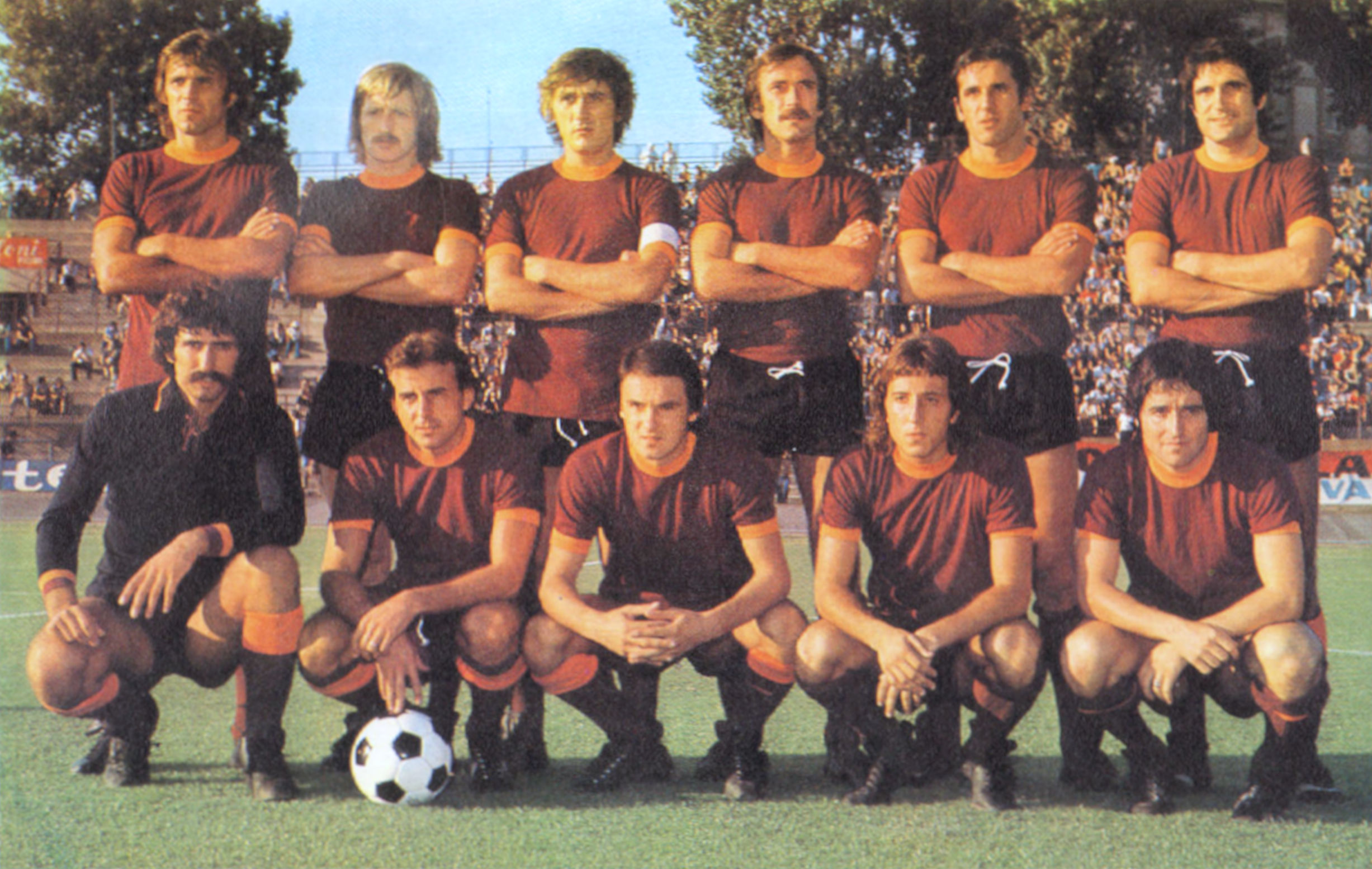
Una formazione romanista nel precampionato, con maglia giallorossa abbinata a insoliti pantaloncini neri.

La divisa primaria della Roma è costituita da maglia rossa con colletto a polo bordato di giallo, pantaloncini bianchi e calzettoni rossi bordati di giallo. In trasferta la Lupa usa una maglia bianca bordata di giallorosso, pantaloncini bianchi e calzettoni bianchi bordati di giallorosso. I portieri hanno tre divise: la prima è formata da maglia verde bordata di giallorosso, pantaloncini neri e calzettoni rossi bordati di giallo, la seconda è costituita da maglia gialla bordata di rosso, pantaloncini neri e calzettoni rossi bordati di giallo, la terza da maglia grigia bordata di giallorosso abbinata agli stessi pantaloncini e calzettoni della verde.
| Casa | Trasferta | 1ª portiere | 2ª portiere | 3ª portiere |

## Organigramma societario
Di seguito l'organigramma societario.
Area direttiva
- Presidente: Gaetano Anzalone
- Segretario: Carlo Mupo

Area tecnica
- Allenatore: Nils Liedholm

Area sanitaria
- Medici sociali: Antonio Todaro
- Massaggiatori: Roberto Minaccioni

## Rosa

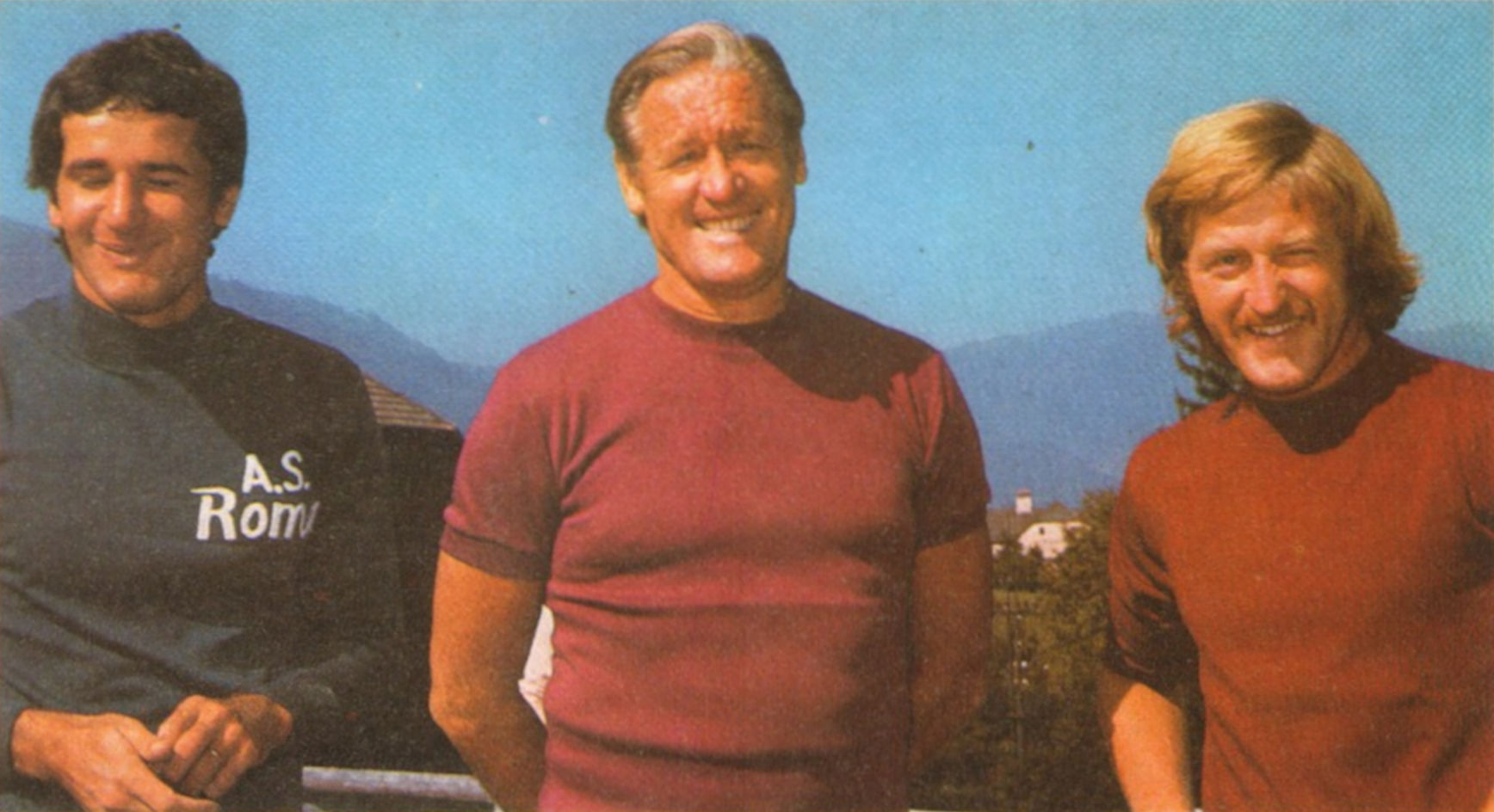
Il tecnico Nils Liedholm posa nel precampionato di Brunico tra i neoacquisti Carlo Petrini (a sinistra) e Loris Boni (a destra).

Di seguito la rosa.
| N. |                   | Ruolo | Calciatore                   |
| -- | ----------------- | ----- | ---------------------------- |
|    | Italia (bandiera) | P     | Paolo Conti                  |
|    | Italia (bandiera) | P     | Massimo Meola                |
|    | Italia (bandiera) | P     | Francesco Quintini           |
|    | Italia (bandiera) | D     | Alberto Batistoni            |
|    | Italia (bandiera) | D     | Fabio Massimi                |
|    | Italia (bandiera) | D     | Piergiorgio Negrisolo        |
|    | Italia (bandiera) | D     | Franco Peccenini             |
|    | Italia (bandiera) | D     | Francesco Rocca (calciatore) |
|    | Italia (bandiera) | D     | Fabrizio Salvatori           |
|    | Italia (bandiera) | D     | Mauro Sandreani              |
|    | Italia (bandiera) | D     | Sergio Santarini             |
|    | Italia (bandiera) | C     | Guglielmo Bacci              |

| N. |                   | Ruolo | Calciatore                |
| -- | ----------------- | ----- | ------------------------- |
|    | Italia (bandiera) | C     | Loris Boni                |
|    | Italia (bandiera) | C     | Paolo Borelli             |
|    | Italia (bandiera) | C     | Franco Cordova (capitano) |
|    | Italia (bandiera) | C     | Giancarlo De Sisti        |
|    | Italia (bandiera) | C     | Giorgio Morini            |
|    | Italia (bandiera) | C     | Mauro Persiani            |
|    | Italia (bandiera) | C     | Valerio Spadoni           |
|    | Italia (bandiera) | A     | Walter Casaroli           |
|    | Italia (bandiera) | A     | Angelo Orazi              |
|    | Italia (bandiera) | A     | Carlo Petrini             |
|    | Italia (bandiera) | A     | Stefano Pellegrini        |
|    | Italia (bandiera) | A     | Pierino Prati             |

## Calciomercato
Di seguito il calciomercato.
| Acquisti | Acquisti           | Acquisti           | Acquisti               |
| R.       | Nome               | da                 | Modalità               |
| -------- | ------------------ | ------------------ | ---------------------- |
| C        | Loris Boni         | Sampdoria          | definitivo (800 mln £) |
| C        | Mauro Persiani     | San Lazzaro Savena | definitivo             |
| A        | Carlo Petrini      | Ternana            | definitivo             |
| A        | Stefano Pellegrini | Barletta           | fine prestito          |

| Cessioni | Cessioni               | Cessioni     | Cessioni     |
| R.       | Nome                   | a            | Modalità     |
| -------- | ---------------------- | ------------ | ------------ |
| P        | Alberto Ginulfi        | Verona       | definitivo   |
| D        | Claudio Cavalieri      | Brindisi     | definitivo   |
| D        | Liborio Liguori        | Bari         | definitivo   |
| C        | Fausto Alimenti        | Avellino     | definitivo   |
| C        | Bruno Conti            | Genoa        | prestito     |
| C        | Agostino Di Bartolomei | L.R. Vicenza | prestito     |
| A        | Emanuele Curcio        | Alessandria  | comproprietà |
| A        | Domenico Penzo         | Piacenza     | comproprietà |

## Risultati

### Serie A

#### Girone di andata
| Arbitro: | Casarin (Milano) |

|             |           |           |
| Petrini 51’ | Marcatori | 38’ Viola |

| Arbitro: | Lazzaroni (Milano) |

|                         |           |  |
| Frustalupi 3’ Urban 47’ | Marcatori |  |

| Arbitro: | Prati (Parma) |

|                      |           |  |
| Spadoni 5’ Prati 85’ | Marcatori |  |

| Como 2 novembre 1975, ore 14:30 4ª giornata | Como                | 0 – 0 referto | Roma | Stadio Giuseppe Sinigaglia\| Arbitro: \| Panzino (Catanzaro) \| |
| Arbitro:                                    | Panzino (Catanzaro) |               |      |                                                                 |

| Roma 9 novembre 1975, ore 14:30 5ª giornata | Roma               | 0 – 0 referto | Milan | Stadio Olimpico di Roma (circa 65.000 spett.)\| Arbitro: \| Reggiani (Bologna) \| |
| Arbitro:                                    | Reggiani (Bologna) |               |       |                                                                                   |

| Arbitro: | Gonella (Torino) |

|               |           |              |
| Chinaglia 78’ | Marcatori | 53’ De Sisti |

| Arbitro: | Agnolin (Bassano del Grappa) |

|               |           |              |
| Negrisolo 73’ | Marcatori | 69’ Graziani |

| Arbitro: | Panzino (Catanzaro) |

|                            |           |  |
| Antognoni 24’ Desolati 59’ | Marcatori |  |

| Arbitro: | Lenardon (Siena) |

|             |           |  |
| Petrini 35’ | Marcatori |  |

| Arbitro: | Levrero (Genova) |

|  |           |             |
|  | Marcatori | 88’ Cordova |

| Arbitro: | Pieri (Genova) |

|                         |           |             |
| Rampanti 38’ Cresci 52’ | Marcatori | 34’ Spadoni |

| Arbitro: | Agnolin (Bassano del Grappa) |

|  |           |               |
|  | Marcatori | 90+1’ Bettega |

| Arbitro: | Gonella (Torino) |

|                       |           |               |
| Massa 59’ Savoldi 69’ | Marcatori | 85’ Negrisolo |

| Arbitro: | Panzino (Catanzaro) |

|           |           |             |
| Prati 60’ | Marcatori | 35’ Cerilli |

| Ascoli Piceno 2 febbraio 1976, ore 15:00 15ª giornata | Ascoli        | 0 – 0 referto | Roma | Stadio Cino e Lillo Del Duca (circa 15.000 spett.)\| Arbitro: \| Prati (Parma) \| |
| Arbitro:                                              | Prati (Parma) |               |      |                                                                                   |

#### Girone di ritorno
| Arbitro: | Casarin (Milano) |

|                   |           |                                                            |
| Virdis 45’ (rig.) | Marcatori | 33’ Casaroli 37’, 63’ Petrini 70’ Pellegrini 86’ Negrisolo |

| Arbitro: | Gussoni (Tradate) |

|                             |           |                                      |
| Pellegrini 22’ Casaroli 52’ | Marcatori | 58’ (rig.) Frustalupi 74’ Bertarelli |

| Arbitro: | Michelotti (Parma) |

|  |           |             |
|  | Marcatori | 64’ Petrini |

| Arbitro: | Gonella (Torino) |

|                             |           |               |
| Casaroli 28’ Pellegrini 47’ | Marcatori | 62’ Scanziani |

| Arbitro: | Trinchieri (Reggio Emilia) |

|             |           |  |
| Calloni 60’ | Marcatori |  |

| Roma 14 marzo 1976, ore 15:00 21ª giornata | Roma             | 0 – 0 referto | Lazio | Stadio Olimpico di Roma (circa 60.000 spett.)\| Arbitro: \| Gonella (Torino) \| |
| Arbitro:                                   | Gonella (Torino) |               |       |                                                                                 |

| Arbitro: | Bergamo (Livorno) |

|              |           |  |
| Graziani 31’ | Marcatori |  |

| Arbitro: | Moretto (San Donà di Piave) |

|                                 |           |                           |
| De Sisti 6’ Galdiolo 60’ (aut.) | Marcatori | 20’ Antognoni 83’ Casarsa |

| Arbitro: | Panzino (Catanzaro) |

|              |           |  |
| Saltutti 82’ | Marcatori |  |

| Arbitro: | Schena (Foggia) |

|                    |           |                                 |
| Cordova 27’ (rig.) | Marcatori | 2’ (aut.) Santarini 54’ Agroppi |

| Roma 18 aprile 1976, ore 15:30 26ª giornata | Roma                | 0 – 0 referto | Bologna | Stadio Olimpico di Roma\| Arbitro: \| Lo Bello (Siracusa) \| |
| Arbitro:                                    | Lo Bello (Siracusa) |               |         |                                                              |

| Arbitro: | Prati (Parma) |

|             |           |             |
| Bettega 34’ | Marcatori | 62’ Petrini |

| Arbitro: | Trinchieri (Reggio Emilia) |

|  |           |                                      |
|  | Marcatori | 11’ Sperotto 42’ (rig.), 62’ Savoldi |

| Arbitro: | Frasso (Capua) |

|                                         |           |  |
| Bertini 28’ (rig.) Peccenini 34’ (aut.) | Marcatori |  |

| Arbitro: | Bergamo (Livorno) |

|                |           |           |
| Pellegrini 61’ | Marcatori | 28’ Silva |

### Coppa Italia

#### Primo turno
| Arbitro: | Lenardon (Siena) |

|                                              |           |              |
| Cordova 5’ Prati 47’, 63’, 79’ Negrisolo 60’ | Marcatori | 90’ Marchini |

| Arbitro: | Barbaresco (Cormons) |

|                                                    |           |                                     |
| Valente 11’ Magistrelli 25’, 60’, 62’ Saltutti 58’ | Marcatori | 46’ Petrini 75’ (rig.), 85’ Cordova |

| Arbitro: | Gialluisi (Barletta) |

|                     |           |            |
| Pellegrini 50’, 86’ | Marcatori | 27’ Regali |

| Vicenza 21 settembre 1975, ore 16:30 5ª giornata | L.R. Vicenza      | 0 – 0 referto | Roma | Stadio Romeo Menti (4.050 spett.)\| Arbitro: \| Gussoni (Tradate) \| |
| Arbitro:                                         | Gussoni (Tradate) |               |      |                                                                      |

### Coppa UEFA
| Arbitro: | Reynolds |

|                           |           |  |
| Pellegrini 5’ Petrini 21’ | Marcatori |  |

| Arbitro: | Afxensiu |

|            |           |  |
| Ivanov 63’ | Marcatori |  |

| Arbitro: | Kuston |

|             |           |  |
| Evesson 27’ | Marcatori |  |

| Arbitro: | Bonnet |

|                        |           |  |
| Pellegrini 5’ Boni 49’ | Marcatori |  |

| Arbitro: | Gugulovic |

|           |           |  |
| Cools 42’ | Marcatori |  |

| Arbitro: | Biwersi |

|  |           |             |
|  | Marcatori | 69’ Lambert |

## Statistiche

### Statistiche di squadra
Di seguito le statistiche di squadra.
| Competizione | Punti | In casa | In casa | In casa | In casa | In casa | In casa | In trasferta | In trasferta | In trasferta | In trasferta | In trasferta | In trasferta | Totale | Totale | Totale | Totale | Totale | Totale | DR |
| Competizione | Punti | G       | V       | N       | P       | Gf      | Gs      | G            | V            | N            | P            | Gf           | Gs           | G      | V      | N      | P      | Gf     | Gs     | DR |
| ------------ | ----- | ------- | ------- | ------- | ------- | ------- | ------- | ------------ | ------------ | ------------ | ------------ | ------------ | ------------ | ------ | ------ | ------ | ------ | ------ | ------ | -- |
| Serie A      | 25    | 15      | 3       | 9       | 3       | 14      | 15      | 15           | 3            | 4            | 8            | 11           | 16           | 30     | 6      | 13     | 11     | 25     | 31     | -6 |
| Coppa Italia | -     | 2       | 2       | 0       | 0       | 7       | 2       | 2            | 0            | 1            | 1            | 3            | 5            | 4      | 2      | 1      | 1      | 10     | 7      | +3 |
| Coppa UEFA   | -     | 3       | 2       | 0       | 1       | 4       | 1       | 3            | 0            | 0            | 3            | 0            | 3            | 6      | 2      | 0      | 4      | 4      | 4      | 0  |
| Totale       | -     | 20      | 7       | 9       | 4       | 25      | 18      | 20           | 3            | 5            | 12           | 14           | 24           | 40     | 10     | 14     | 16     | 39     | 42     | -3 |

### Andamento in campionato
| Giornata  | 1 | 2  | 3 | 4 | 5 | 6 | 7 | 8  | 9 | 10 | 11 | 12 | 13 | 14 | 15 | 16 | 17 | 18 | 19 | 20 | 21 | 22 | 23 | 24 | 25 | 26 | 27 | 28 | 29 | 30 |
| --------- | - | -- | - | - | - | - | - | -- | - | -- | -- | -- | -- | -- | -- | -- | -- | -- | -- | -- | -- | -- | -- | -- | -- | -- | -- | -- | -- | -- |
| Luogo     | C | T  | C | T | C | T | C | T  | C | T  | T  | C  | T  | C  | T  | T  | C  | T  | C  | T  | C  | T  | C  | T  | C  | C  | T  | C  | T  | C  |
| Risultato | N | P  | V | N | N | N | N | P  | V | V  | P  | P  | P  | N  | N  | V  | N  | V  | V  | P  | N  | P  | N  | P  | P  | N  | N  | P  | P  | N  |
| Posizione | 6 | 12 | 6 | 5 | 6 | 7 | 7 | 11 | 6 | 6  | 8  | 9  | 9  | 10 | 10 | 9  | 10 | 8  | 7  | 8  | 9  | 9  | 9  | 9  | 9  | 9  | 9  | 10 | 10 | 10 |

Legenda:

Luogo: C = Casa; T = Trasferta. Risultato: V = Vittoria; N = Pareggio; P = Sconfitta.

### Statistiche dei giocatori
Desunte dai tabellini del Corriere dello Sport, de La Stampa e de L'Unità.
| Giocatore     | Serie A  | Serie A | Coppa Italia | Coppa Italia | Coppa UEFA | Coppa UEFA | Totale   | Totale |
| Giocatore     | Presenze | Reti    | Presenze     | Reti         | Presenze   | Reti       | Presenze | Reti   |
| ------------- | -------- | ------- | ------------ | ------------ | ---------- | ---------- | -------- | ------ |
| P. Conti      | 25       | -25     | 4            | -7           | 6          | -4         | 35       | -36    |
| M. Meola      | 4        | -6      | 0            | -0           | 0          | -0         | 4        | -6     |
| F. Quintini   | 2        | -0      | 0            | -0           | 0          | -0         | 2        | -0     |
| A. Batistoni  | 17       | 0       | 4            | 0            | 5          | 0          | 26       | 0      |
| F. Massimi    | 0        | 0       | 0            | 0            | 0          | 0          | 0        | 0      |
| P. Negrisolo  | 24       | 3       | 4            | 1            | 5          | 0          | 33       | 4      |
| F. Peccenini  | 17       | 3       | 0            | 0            | 5          | 0          | 22       | 3      |
| F. Rocca      | 29       | 0       | 1            | 0            | 6          | 0          | 36       | 0      |
| F. Salvatori  | 0        | 0       | 0            | 0            | 0          | 0          | 0        | 0      |
| M. Sandreani  | 17       | 0       | 2            | 0            | 0          | 0          | 19       | 0      |
| S. Santarini  | 30       | 0       | 4            | 0            | 6          | 0          | 40       | 0      |
| G. Bacci      | 5        | 0       | 0            | 0            | 0          | 0          | 5        | 0      |
| L. Boni       | 19       | 0       | 4            | 0            | 6          | 1          | 29       | 1      |
| P. Borelli    | 0        | 0       | 0            | 0            | 0          | 0          | 0        | 0      |
| F. Cordova    | 27       | 2       | 4            | 3            | 6          | 0          | 37       | 5      |
| G. De Sisti   | 28       | 2       | 4            | 0            | 6          | 0          | 38       | 2      |
| G. Morini     | 22       | 0       | 3            | 0            | 4          | 0          | 29       | 0      |
| M. Persiani   | 3        | 0       | 0            | 0            | 0          | 0          | 3        | 0      |
| V. Spadoni    | 10       | 2       | 2            | 0            | 3          | 0          | 15       | 2      |
| W. Casaroli   | 11       | 3       | 0            | 0            | 0          | 0          | 11       | 3      |
| A. Orazi      | 3        | 0       | 0            | 0            | 0          | 0          | 3        | 0      |
| C. Petrini    | 24       | 6       | 4            | 1            | 5          | 1          | 33       | 8      |
| S. Pellegrini | 19       | 4       | 2            | 2            | 6          | 2          | 27       | 8      |
| P. Prati      | 10       | 2       | 3            | 3            | 4          | 0          | 17       | 5      |

## Giovanili

### Piazzamenti
- Primavera:
  - Campionato Primavera
  - Coppa Italia Primavera

### Videografia
- Manuela Romano (a cura di), La storia della A.S. Roma (10 DVD-Video), Corriere dello Sport, Rai Trade, 2006.